# 饭饭
饭饭（20世纪—），本名黄国弋，笔名路上有惊慌，福建人。编辑，专栏作家，知名博主，以对“看似平凡微小却暗藏力量的事物”的敏锐观察而著称，其文字被专栏作家连岳誉为具有“神性”。2001年毕业于北京大学历史系，目前供职于作家出版社。

## 著作
- 《路上有惊慌》（2008） 散文集，主要收录了饭饭曾发表在博客上的作品

## 专栏
- 《饭倒爱》 开设于《上海壹周》

## 任责任编辑
- 《我爱问连岳》
- 《来去自由》
- 《青花瓷：隐藏在釉色里的文字秘密》
- 《冷血感情信箱》
- 《帕米尔当代诗歌典藏》
- 《小孩子》
- 《关于方文山的素颜韵脚诗》
- 《聚会》
- 《冷门里，有戏》